# Australien i olympiska vinterspelen 1984
Australien deltog med tio deltagare vid de olympiska vinterspelen 1984 i Sarajevo. Ingen av landets deltagare erövrade någon medalj.